# Ria de Pontevedra
La Ria de Pontevedra és una ria situada a l'oest de la província de Pontevedra, a l'oceà Atlàntic. És una de les tres principals de les Rías Baixas, la zona més turística de Galícia. A més també és la més regular de les ries i la tercera més gran, amb 145 km² de superfície. Té un volum d'aigua aproximat de 3.937 hm³.
Una de les seves característiques és la presència de nombroses batees on es crien bivalves.

## Geografia
Es troba al sud de les Rías Baixas. Està delimitada al nord per la comarca d'O Salnés, a l'oest per l'oceà Atlàntic i les illes Ons, al sud per la península d'O Morrazo i la ria d'Aldán, i a l'est per la ciutat de Pontevedra i la seva comarca.
En ella s'hi troba l'illa de Tambo, i ja en la seva sortida les illes Ons. El riu més important que hi desemboca és el riu Lérez, amb una mitjana anual de 432 hm³ d'aigua. La mitjana de la pluviometria anual és de 1.500 mm.
La ria banya els municipis de Sanxenxo i Poio al nord, i Pontevedra, Marín, Bueu i Cangas do Morrazo al sud. En aquests municipis viuen més de 200.000 habitants, xifra que es veu incrementada durant els mesos d'estiu a causa del turisme. Els municipis més poblats són Pontevedra, amb 82.539 habitants, i Marín, amb 25.084.

## Turisme
Aquesta ria és molt visitada pels turistes, especialment durant els mesos estivals. Destaquen les localitats de Sanxenxo i Portonovo amb les seves platges, Combarro amb els seus típics hórreos, Poio, la capital Pontevedra, Marín amb la seva Escola Naval Militar, i Bueu.
El principal atractiu de la zona són les platges, com les de Bueu, Aguete, Silgar, Mogor, Lourido o Maxor.
També es poden visitar les illes Ons, que pertanyen al Parc nacional de les Illes Atlàntiques. S'hi pot accedir en vaixells que parteixen de Sanxenxo, Marín i Bueu.

## Medi ambient
Aquesta ria pateix agressions mediambientals pels diversos focus industrials i per la presència de ports. Els vessaments de la paperera de Pontevedra de l'empresa ENCE o els residus del port de Marín contribueixen a la contaminació directa de la ria. És per això que l'any 1987 es va formar l'Asociación Pola Defensa da Ría, que busca la recuperació de la maresma de Lourizán com banc marisquer i la neteja i cura de la ria en general.

## Galeria d'imatges

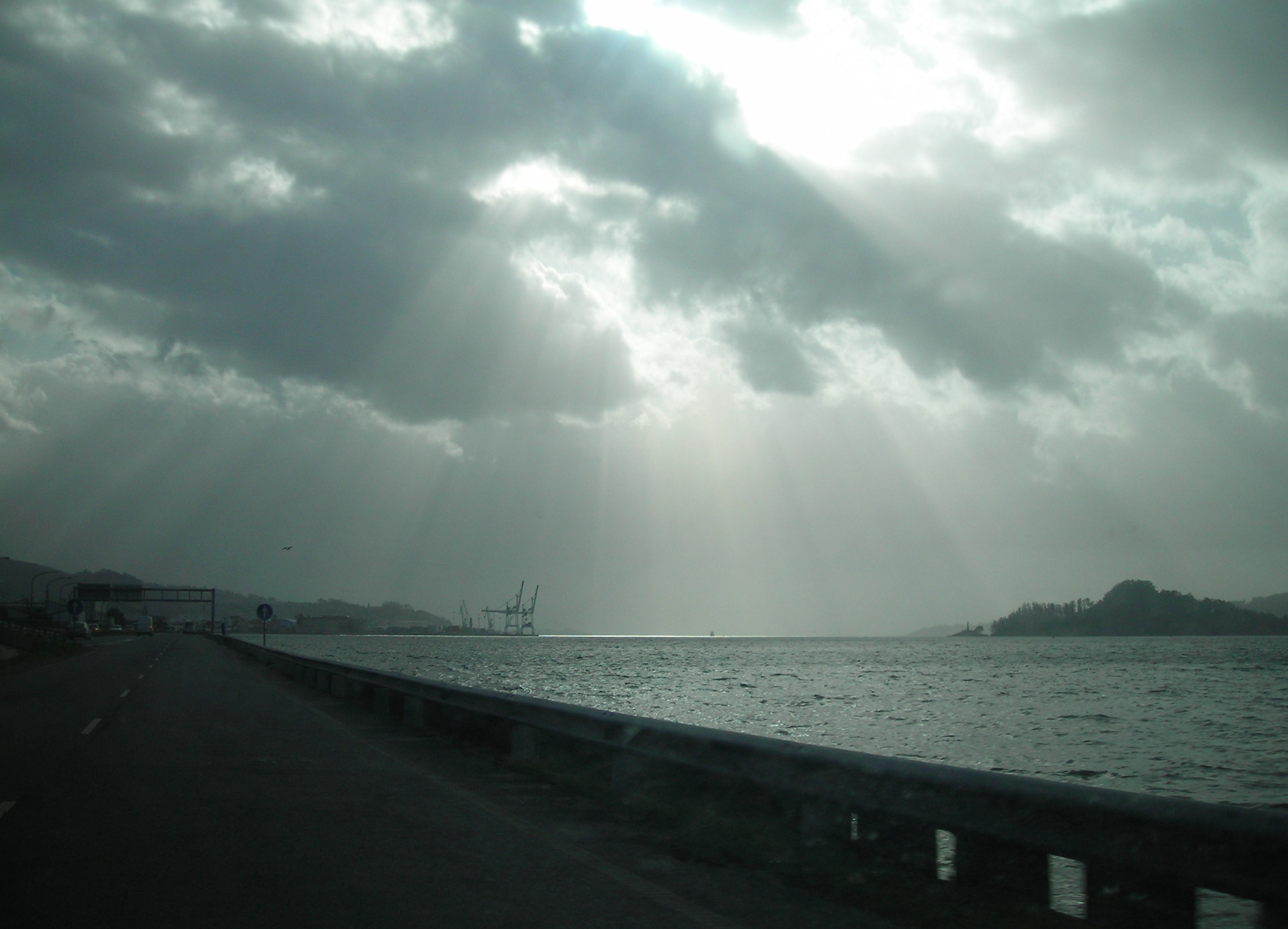
Ria de Pontevedra
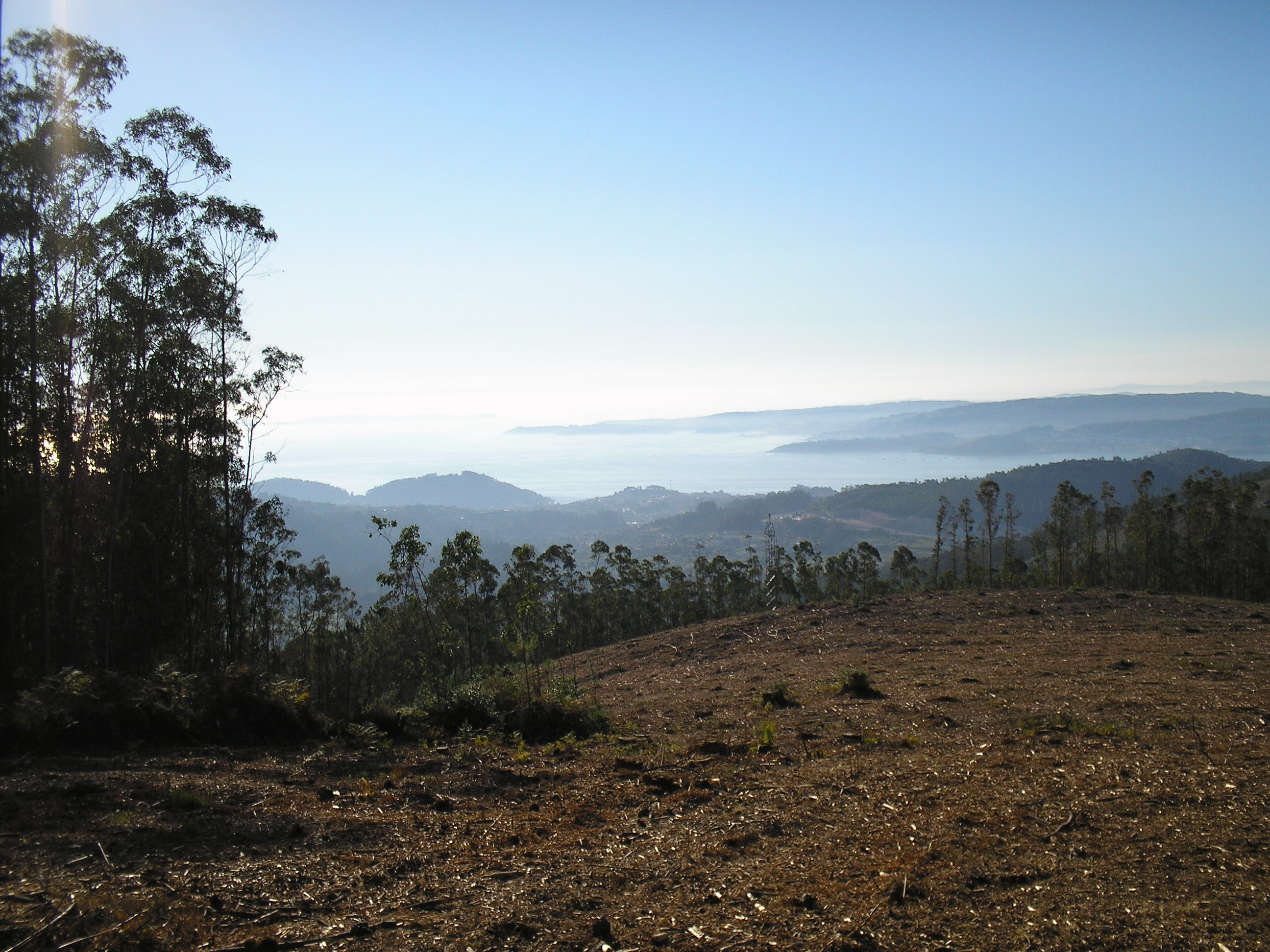
Des de la Lagoa de Castiñeiras
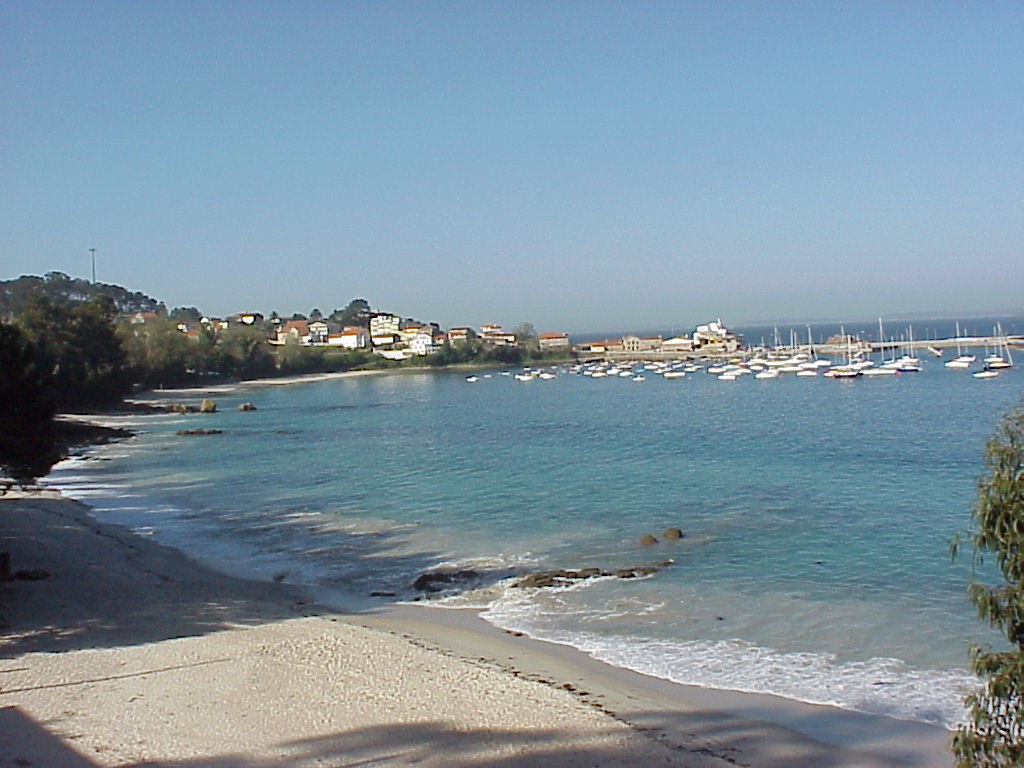
Platja d'Aguete, a Marín
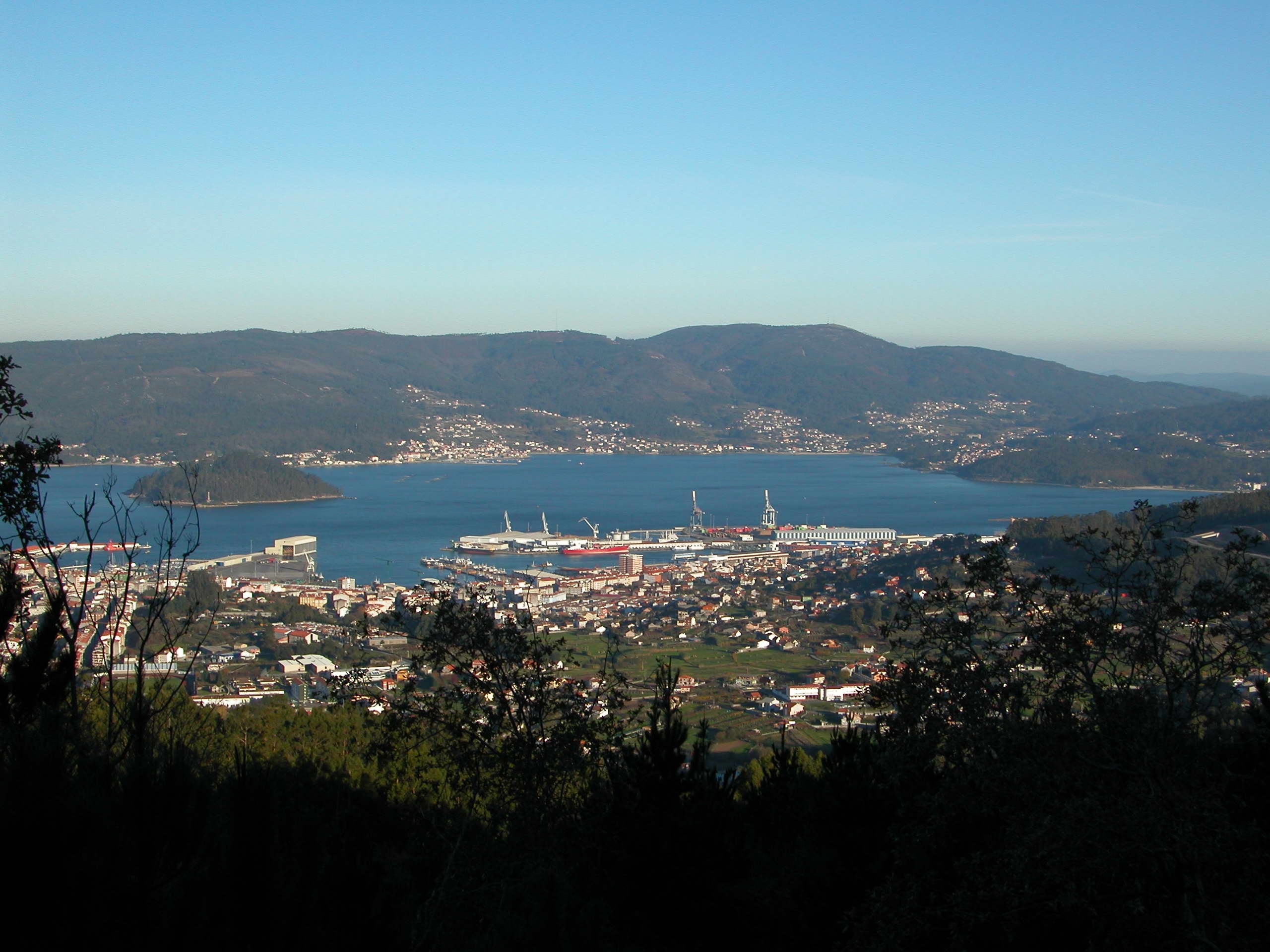
Marín i el seu port, a la ria de Pontevedra.